# Yanhe, Chongqing
Yanhe (kinesiska: 沿河) är en socken i sydvästra Kina. Den ligger i Chengkou härad i storstadsområdet Chongqing,  omkring 330 kilometer nordost om det centrala stadsdistriktet Yuzhong. Antalet invånare är 5 444. Befolkningen består av 2 617 kvinnor och 2 827 män. Barn under 15 år utgör 27,0 %, vuxna 15-64 år 60 %, och äldre över 65 år 12,0 %.